# Mońki
Mońki (AFI: [ˈmɔɲkʲi]) es una localidad ubicada en la parte noreste de Polonia, aproximadamente a 190 km de Varsovia y 41 km de Białystok. Está situada a orillas del río Biebrza y ha pertenecido al Voivodato de Podlaquia desde 1999. Es la capital del Condado de Mońki.

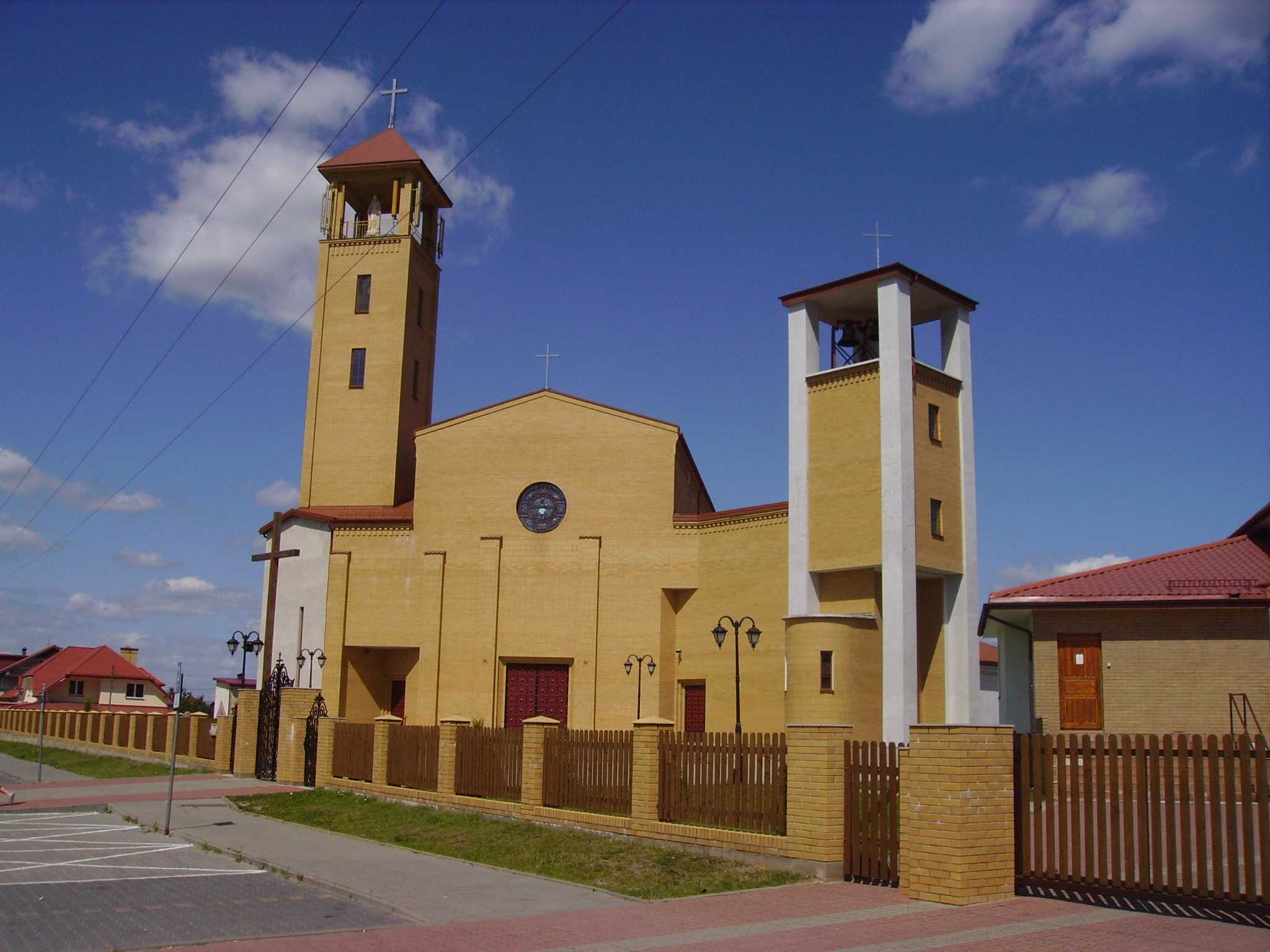
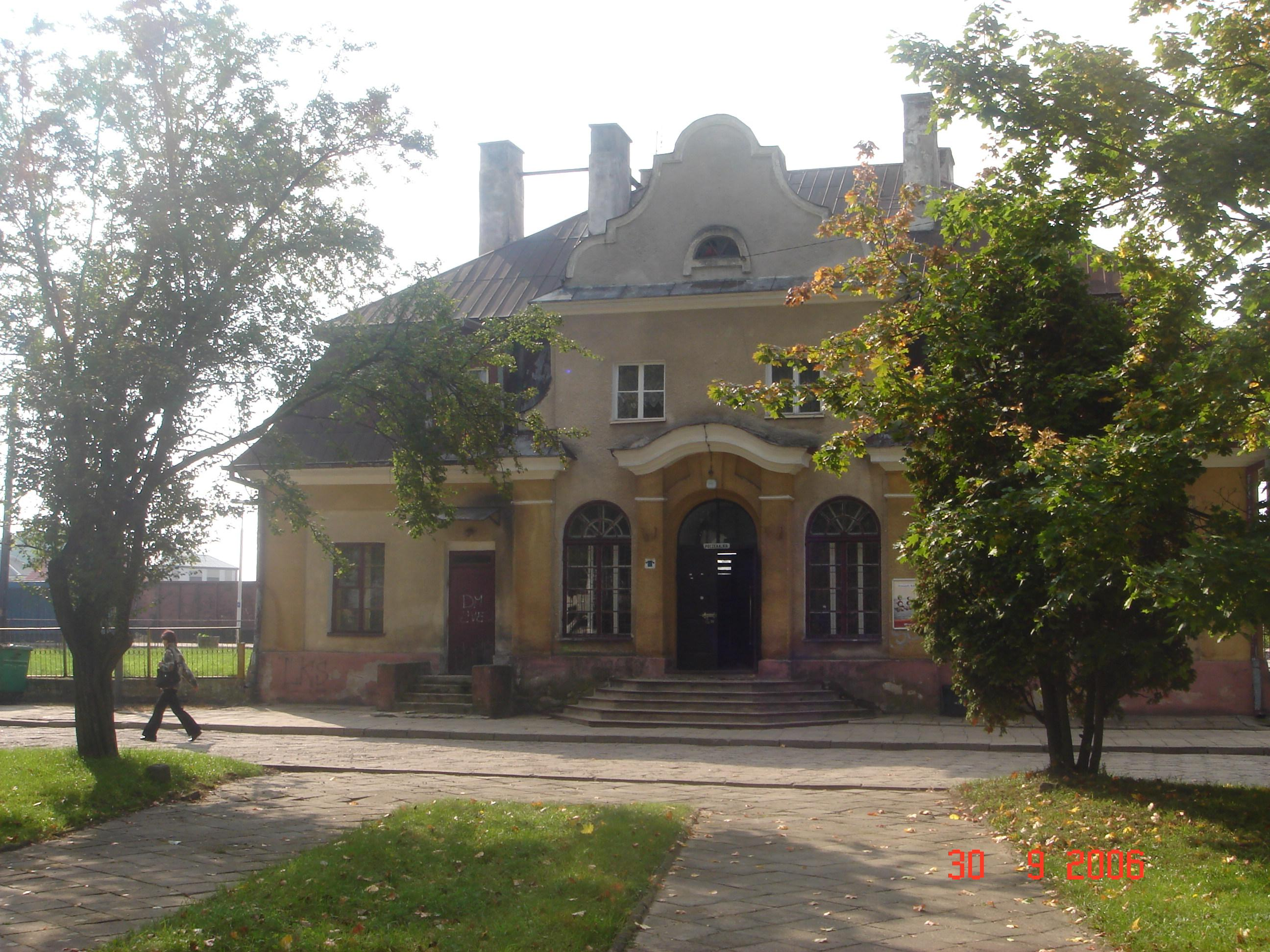
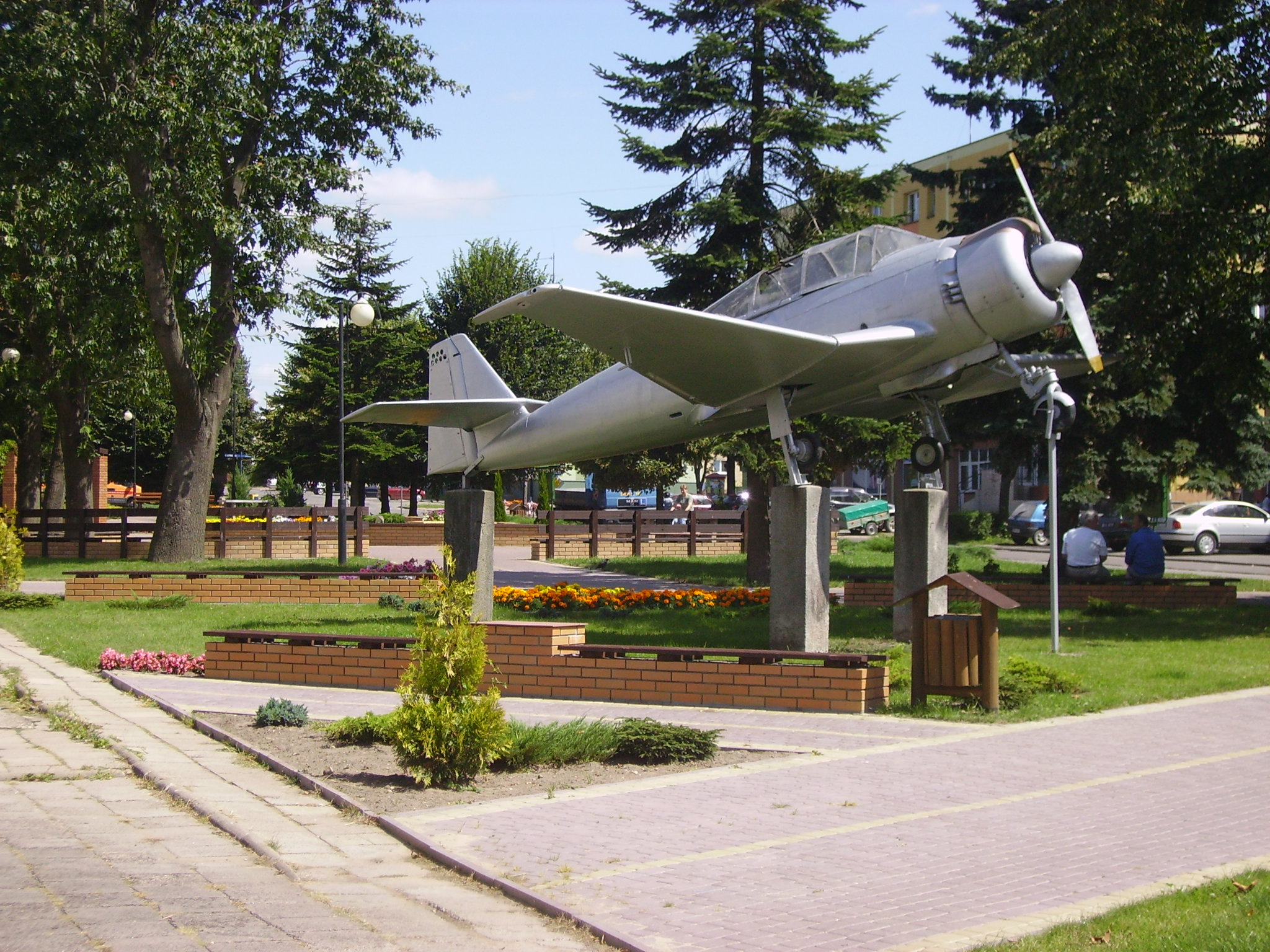